# Rastellum
Ne doit pas être confondu avec Rastellus.
Genre
Espèces de rang inférieur
- Rastellum ricordeanad'Orbigny, 1850

Rastellum est un genre fossile de mollusques marins, également connu sous le nom d'Arctostrea.
Appartenant à la famille des Ostreidae et apparenté aux huîtres modernes, Rastellum est largement répandu à l'échelle géographique dans les mers, du Jurassique moyen au Crétacé supérieur.

## Historique
Barthélemy Faujas de Saint-Fond décrit le renre Rastellum en 1799 (ou 1798) (strates crétacées de la montagne Saint-Pierre près de Maastricht) et établit sa parenté avec les huîtres et les gryphées,.

### Fossiles
Selon Paleobiology Database en 2025, ce genre a cent-dix-huit collections référencées de fossiles. Ces collections sont du Callovien du Jurassique moyen au Maastrichtien inférieur du Crétacé supérieur, c'est-à-dire datent de 166,1 à 66 Ma avant notre ère.

## Description et mode de vie

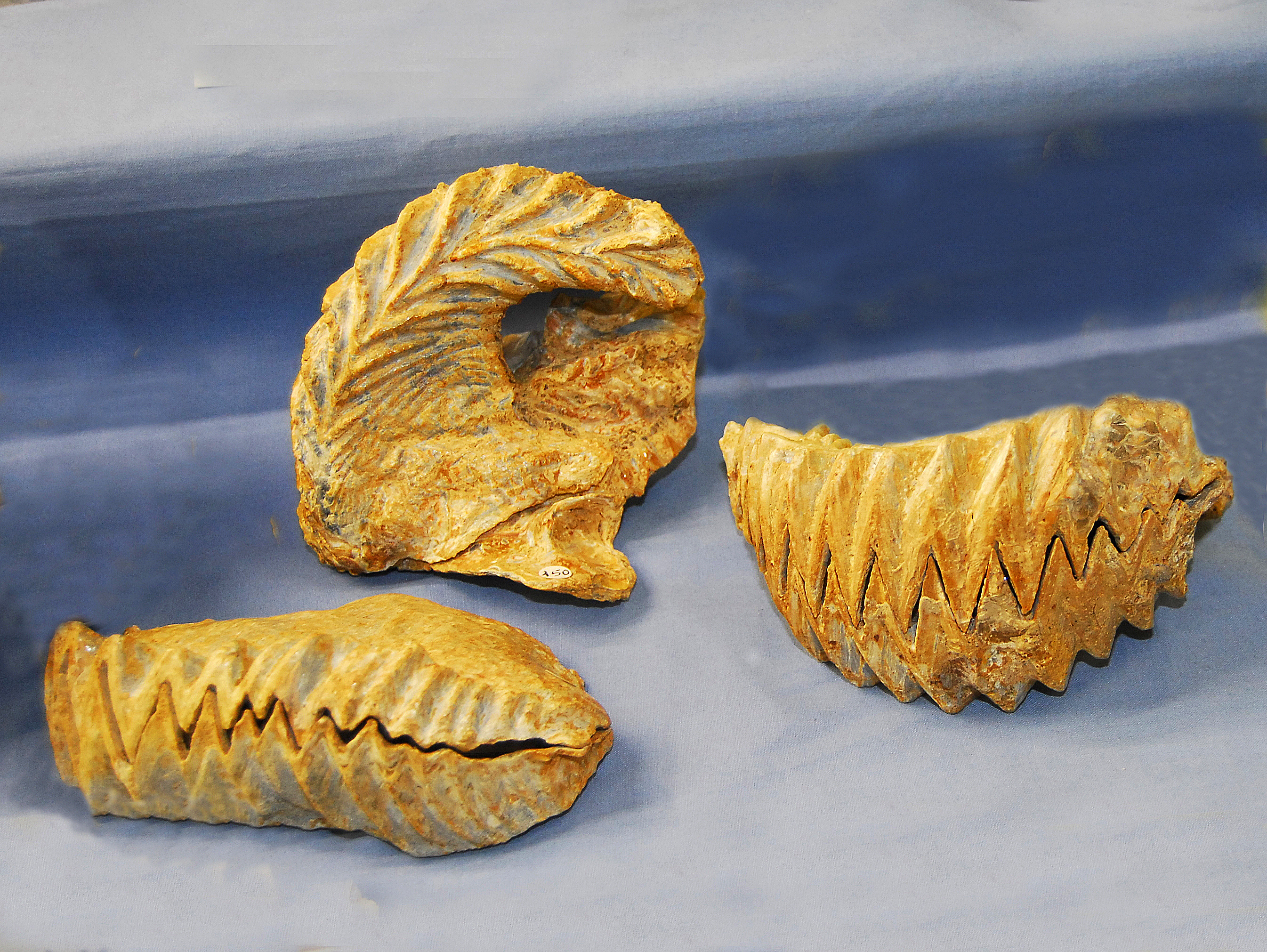
R. carinatum montrant la commissure des valves.

Pouvant atteindre une longueur de 10 cm, Rastellum se compose de deux valves étroites et allongées en forme de croissant. Décorées de côtes régulièrement alternées, les valves se referment sur une commissure équipée de dents faisant office de filtre et qui lui donnent son surnom de « palourde dentaire ».
Ce bivalve benthique vit dans les eaux chaudes salées ou saumâtres, à une profondeur n'excédant pas une cinquantaine de mètres. Il fixe sa coquille sur celle d'autres coquillages ou sur des coraux.

## Répartition
Les spécimens jurassiques sont retrouvés en Inde, au Japon, au Mexique et en Pologne, mais le genre se diffuse très largement au Crétacé en Afrique et en Asie, en Europe et en Amérique. Victime de l'extinction Crétacé-Paléogène, Rastellum disparaît totalement au Cénozoïque.
Bien qu'ayant connu une très grande extension géographique, sa persistance pendant près de 110 millions d'années ne permet pas à ce genre d'être utilisé comme marqueur stratigraphique ; le constat est le même pour la plupart des huîtres fossiles.

## Espèces connues
- Rastellum allobrogensis Pictet & Roux, 1853
- Rastellum carinatum Lamarck, 1806
- Rastellum colubrinum Lamarck, 1819
- Rastellum deshayesi  d'Orbigny, 1853
- Rastellum diluvianum Linnaeus, 1767
- Rastellum gracile Dujardin, 1837
- Rastellum ricordeana d'Orbigny, 1850

### Publication originale
- [1798] Barthélemy Faujas de Saint-Fond, Histoire naturelle de la Montagne de Saint-Pierre de Maestricht, Jansen, 1798, 184 p. (lire en ligne), p. 167.